# Trenčianska Teplá
Trenčianska Teplá (em húngaro: Hőlak) é um município da Eslováquia, situado no distrito de Trenčín, na região de Trenčín. Tem 15,13 km² de área e sua população em 2018 foi estimada em 4.234 habitantes.

## Demografia
| Ano:        | 1994 | 2004   | 2014   | 2024   |
| ----------- | ---- | ------ | ------ | ------ |
| Broj ljudi: | 3750 | 3933   | 4192   | 4162   |
| Razlika:    |      | +4,88% | +6,58% | -0,71% |

| Ano:               | 2023 | 2024   |
| ------------------ | ---- | ------ |
| Número de pessoas: | 4190 | 4162   |
| Diferença:         |      | -0,66% |